# Acqua aggressiva
L'aggressività di un'acqua definisce la propensione di questa ad attaccare e solubilizzare alcuni minerali contenuti in rocce, terreni o materiali edili.

## Cause e dinamica del fenomeno

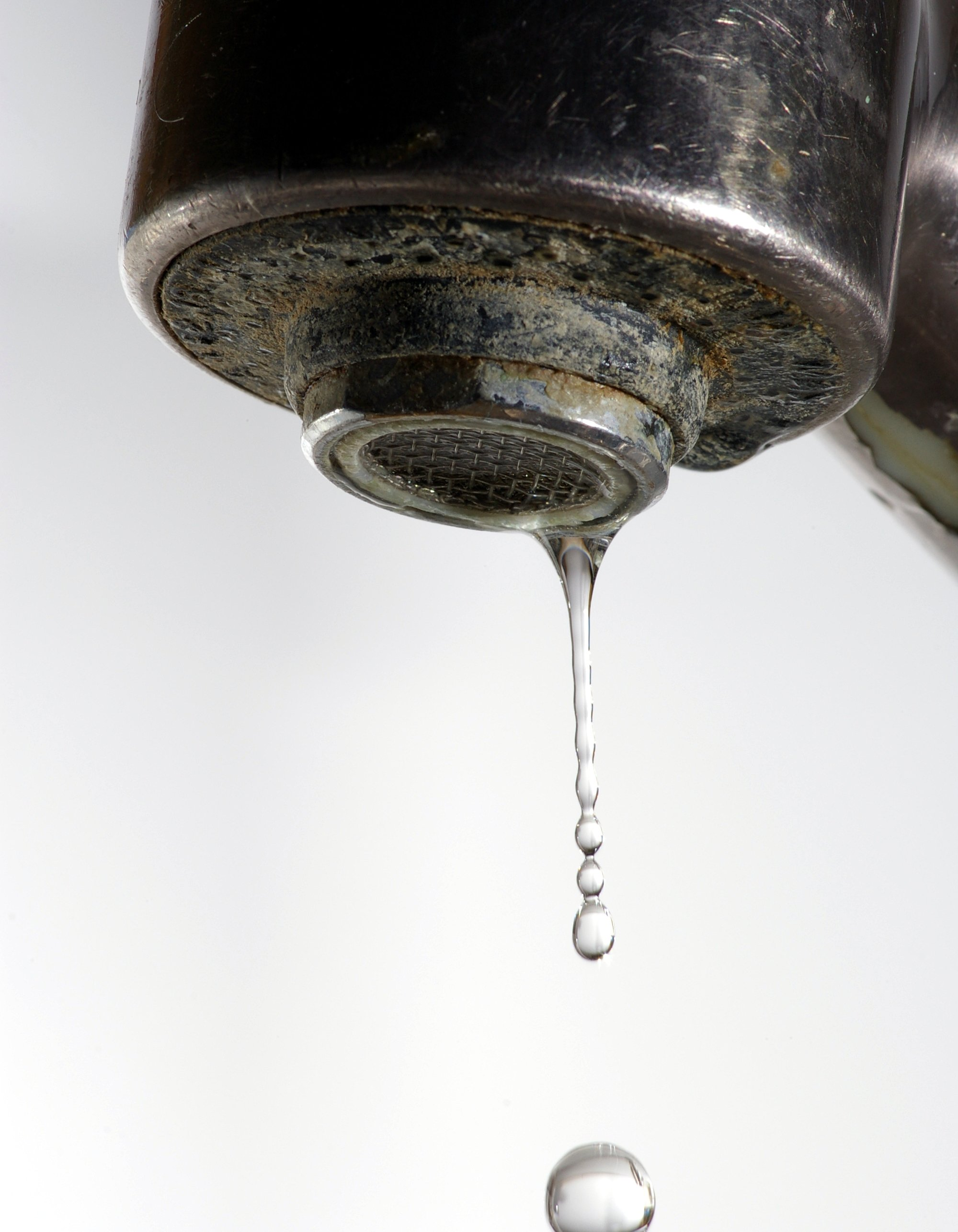
Depositi di calcare su un rubinetto

Particolarmente importante è a questo proposito l'azione dell'anidride carbonica (CO2) disciolta nell'acqua.
Questa è, almeno in parte, presente sotto forma di acido carbonico (H2CO3) il quale esercita un'azione solubilizzatrice su alcuni minerali, in particolare i carbonati di calcio e magnesio, praticamente insolubili in acqua pura.
Nel caso del carbonato di calcio si ha la seguente reazione:
- CaCO3 + H2CO3 → Ca(HCO3)2

Il bicarbonato di calcio, notevolmente solubile, passa in soluzione nell'acqua.
La suddetta reazione è una reazione di equilibrio dinamico e la quantità di bicarbonato di calcio che può trovarsi disciolta nell'acqua è notevolmente influenzata dalla concentrazione di anidride carbonica nell'acqua stessa.
Ad esempio, quanto maggiore è la CO2 presente nell'acqua, tanto più l'equilibrio della reazione si sposta verso destra, tanto maggiore è la concentrazione di Ca(HCO3)2 nell'acqua.
Per quanto sopra, a seconda dell'analisi chimica, della mineralizzazione, del pH e della temperatura dell'acqua trasportata, possono presentarsi tre casi:
- acqua satura di CO2: l'equilibrio della reazione non si sposta, si ha un'acqua indifferente cioè in equilibrio calciocarbonatico che non provoca, ad una data temperatura, né attacco né precipitazione di carbonato di calcio
- acqua sovrasatura di CO2: l'equilibrio della reazione si sposta verso destra, si ha un'acqua aggressiva che può attaccare certi materiali edili, quali le malte, portando in soluzione il carbonato di calcio in esse contenuto (in talune circostanze causando un sensibile degrado del materiale stesso) o anche rocce carbonatiche (carsismo) nel caso di acque sotterranee.
- acqua sottosatura di CO2: l'equilibrio della reazione si sposta verso sinistra, si ha un'acqua incrostante cioè con tendenza a formare depositi e incrostazioni di sali di calcio sulle pareti di condotte, contenitori, caldaie, ecc. Se l'incrostazione è imponente, può arrivare a creare — nel caso di acquedotti — seri problemi di ostruzione delle tubazioni.

## Metodi di calcolo dell'aggressività
Tra i metodi più utilizzati per il calcolo dell'aggressività dell'acqua ci sono:
- l'indice di saturazione di Langelier (IsL)
- l'indice di aggressività elaborato dall'AWWA[1] (IA)

L'indice di saturazione è dato dalla formula:
- IsL = pH − pHs

IsL è pertanto uguale alla differenza tra il pH reale dell'acqua e quello di saturazione (pHs).
a seconda del valore di IsL si ha:
- IsL < 0: acqua sottosatura di carbonato di calcio (acqua aggressiva)
- IsL = 0: acqua satura di carbonato di calcio (acqua neutra)
- IsL > 0: acqua sovrasatura di carbonato di calcio (acqua incrostante)

L'indice di aggressività è dato dalla formula: 
- IA = pH + log10(A x H)

dove:
- A = alcalinità totale (mg/l di CaCO3)
- H = durezza Calcica (mg/l di CaCO3)

In base all'IA l'acqua risulta tanto più aggressiva quanto più basso il valore dell'indice di aggressività e precisamente:
- IA > 12: acqua non aggressiva;
- 10 < IA < 12: acqua moderatamente aggressiva;
- IA < 10: acqua aggressiva.

Tale indice è stato indicato dalla normativa italiana per determinare il comportamento dell'acqua potabile nei confronti delle tubazioni in cemento amianto.

In questo caso l'IA deve essere superiore a 12 per evitare che l'aggressività dell'acqua potabile, portando il soluzione le parti solubili della matrice cementizia, possa liberare le fibre di amianto contaminando così l'acqua stessa.